# Койн, Томми
Томас (Томми) Койн (англ. Thomas "Tommy" Coyne; род. 14 ноября 1962, Гован, Ланаркшир) — ирландский профессиональный футболист, футбольный тренер. Участник чемпионата мира по футболу 1994 года в составе сборной Ирландии.

## Биография
Дебютировал за сборную Ирландии 25 марта 1992 года в товарищеском матче против Швейцарии, на 27 минуте открыл счёт голам за сборную. Принял участие в трёх матчах на чемпионате мира по футболу 1994 года в США.

## Достижения
Селтик
- Обладатель Кубка Шотландии: 1990